# Graham Pearce
Graham Pearce (Hammersmith, 8 luglio 1959) è un ex calciatore inglese, di ruolo difensore.

## Caratteristiche tecniche
Era un terzino sinistro.

## Carriera
Tra il 1971 ed il 1976 ha giocato nelle giovanili dei londinesi del Brentford; successivamente ha iniziato la sua carriera a livello di prima squadra con i semiprofessionisti dell'Hillingdon Borough, con cui ha giocato per un triennio in Southern Football League, che all'epoca era uno dei tre campionati che de facto corrispondevano alla quinta divisione inglese (pur non esistendo formalmente all'epoca una vera e propria piramide calcistica nazionale al di fuori delle quattro divisioni della Football League); nell'estate del 1979 si trasferisce ai londinesi del Barnet, appena ammessi alla neonata Alliance Premier League, ovvero il primo campionato inglese di quinta divisione propriamente detto (anche se ancora non esisteva un sistema automatico di promozioni e retrocessioni tra la quarta e la quinta divisione); rimane nel club per i successivi tre anni per poi trasferirsi nell'estate del 1982 al Brighton, in prima divisione: con i Seagulls esordisce in questa categoria (ed in generale tra i professionisti) all'età di 23 anni il 27 agosto 1982, nella prima giornata di campionato, pareggiata per 1-1 in casa contro l'Ipswich Town; nel prosieguo della stagione pur essendo essenzialmente una riserva gioca comunque in totale 3 partite in FA Cup (la vittoriosa semifinale e le due ripetizioni della finale contro il Manchester Utd, la prima pareggiata e la seconda, resasi necessaria dopo il primo pareggio per 2-2, persa con il punteggio di 4-0) e 14 partite in campionato, competizione che il club termina però all'ultimo posto in classifica, con conseguente retrocessione in seconda divisione. Tra il 1983 ed il 1986 continua a giocare con il Brighton, con cui nell'arco di un triennio segna 2 reti (le sue prime in carriera in competizioni professionistiche) in complessive 74 partite giocate nella seconda divisione inglese.
Tra il 1986 ed il 1989 gioca in totale 65 partite in terza divisione con il Gillingham; fa poi ritorno al Brentford, con cui gioca altre 18 partite in questa categoria nella seconda metà della stagione 1988-1989. Nella stagione 1989-1990 gioca invece al Maidstone Utd, club appena promosso per la prima volta nella sua storia in quarta divisione (e più in generale nella Football League), con cui gioca 27 partite di campionato. Tra il 1990 ed il 1994, invece, allena la squadra riserve del Brentford ed in parallelo continua a giocare a livello semiprofessionistico, attività che poi prosegue fino al 1999 (saltuariamente anche allenando i club in cui gioca) quando, all'età di 40 anni, si ritira definitivamente.

## Palmarès

### Giocatore

#### Competizioni regionali
- Herts Senior Cup: 1

Barnet: 1978-1979
- Middlesex Senior Cup: 1

Enfield: 1990-1991
- Isthmian League Charity Shield: 1

Kingstonian: 1994-1995
- Harrow Senior Cup: 1

Harrow Borough: 1995-1996

### Allenatore

#### Competizioni regionali
- Middlesex Senior Cup: 1

Enfield: 1990-1991